# Seznam občin departmaja Aude
Seznam občin departmaja Aude zajema 438 občin.
- (CAC) Communauté d'agglomération du Carcassonnais, ustanovljena leta 2002.
- (CAN) Communauté d'agglomération de la Narbonnaise, ustanovljena leta 2003.

| INSEE | Poštna številka | Občina                                 |
| ----- | --------------- | -------------------------------------- |
| 11001 | 11800           | Aigues-Vives                           |
| 11002 | 11320           | Airoux                                 |
| 11003 | 11300           | Ajac                                   |
| 11004 | 11240           | Alaigne                                |
| 11005 | 11290           | Alairac                                |
| 11006 | 11360           | Albas                                  |
| 11007 | 11330           | Albières                               |
| 11008 | 11580           | Alet-les-Bains                         |
| 11009 | 11170           | Alzonne                                |
| 11010 | 11190           | Antugnac                               |
| 11011 | 11600           | Aragon                                 |
| 11012 | 11120           | Argeliers                              |
| 11013 | 11200           | Argens-Minervois                       |
| 11014 | 11110           | Armissan (CAN)                         |
| 11015 | 11190           | Arques                                 |
| 11016 | 11220           | Arquettes-en-Val                       |
| 11017 | 11140           | Artigues                               |
| 11018 | 11290           | Arzens                                 |
| 11019 | 11140           | Aunat                                  |
| 11020 | 11330           | Auriac                                 |
| 11021 | 11140           | Axat                                   |
| 11022 | 11700           | Azille                                 |
| 11023 | 11800           | Badens                                 |
| 11024 | 11100           | Bages (CAN)                            |
| 11025 | 11600           | Bagnoles                               |
| 11026 | 11410           | Baraigne                               |
| 11027 | 11800           | Barbaira                               |
| 11028 | 11340           | Belcaire                               |
| 11029 | 11580           | Belcastel-et-Buc                       |
| 11030 | 11410           | Belflou                                |
| 11031 | 11140           | Belfort-sur-Rebenty                    |
| 11032 | 11240           | Bellegarde-du-Razès                    |
| 11033 | 11420           | Belpech                                |
| 11034 | 11240           | Belvèze-du-Razès                       |
| 11035 | 11500           | Belvianes-et-Cavirac                   |
| 11036 | 11340           | Belvis                                 |
| 11037 | 11090           | Berriac (CAC)                          |
| 11038 | 11140           | Bessède-de-Sault                       |
| 11039 | 11300           | La Bezole                              |
| 11040 | 11200           | Bizanet (CAN)                          |
| 11041 | 11120           | Bize-Minervois                         |
| 11042 | 11700           | Blomac                                 |
| 11043 | 11800           | Bouilhonnac                            |
| 11044 | 11190           | Bouisse                                |
| 11045 | 11300           | Bouriège                               |
| 11046 | 11300           | Bourigeole                             |
| 11047 | 11140           | Le Bousquet                            |
| 11048 | 11200           | Boutenac                               |
| 11049 | 11150           | Bram                                   |
| 11050 | 11500           | Brenac                                 |
| 11051 | 11270           | Brézilhac                              |
| 11052 | 11390           | Brousses-et-Villaret                   |
| 11053 | 11300           | Brugairolles                           |
| 11054 | 11400           | Les Brunels                            |
| 11055 | 11190           | Bugarach                               |
| 11056 | 11160           | Cabrespine                             |
| 11057 | 11420           | Cahuzac                                |
| 11058 | 11240           | Cailhau                                |
| 11059 | 11240           | Cailhavel                              |
| 11060 | 11140           | Cailla                                 |
| 11061 | 11240           | Cambieure                              |
| 11062 | 11140           | Campagna-de-Sault                      |
| 11063 | 11260           | Campagne-sur-Aude                      |
| 11064 | 11200           | Camplong-d'Aude                        |
| 11065 | 11190           | Camps-sur-l'Agly                       |
| 11066 | 11340           | Camurac                                |
| 11067 | 11200           | Canet                                  |
| 11068 | 11700           | Capendu                                |
| 11069 | 11000           | Carcassonne (CAC)                      |
| 11070 | 11170           | Carlipa                                |
| 11071 | 11360           | Cascastel-des-Corbières                |
| 11072 | 11270           | La Cassaigne                           |
| 11073 | 11190           | Cassaignes                             |
| 11074 | 11320           | Les Cassés                             |
| 11075 | 11160           | Castans                                |
| 11076 | 11400           | Castelnaudary                          |
| 11077 | 11700           | Castelnau-d'Aude                       |
| 11078 | 11300           | Castelreng                             |
| 11079 | 11390           | Caudebronde                            |
| 11080 | 11230           | Caudeval                               |
| 11081 | 11160           | Caunes-Minervois                       |
| 11083 | 11220           | Caunettes-en-Val                       |
| 11082 | 11250           | Caunette-sur-Lauquet                   |
| 11084 | 11170           | Caux-et-Sauzens (CAC)                  |
| 11085 | 11570           | Cavanac (CAC)                          |
| 11086 | 11510           | Caves                                  |
| 11087 | 11270           | Cazalrenoux                            |
| 11088 | 11570           | Cazilhac (CAC)                         |
| 11089 | 11170           | Cenne-Monestiés                        |
| 11090 | 11300           | Cépie                                  |
| 11091 | 11230           | Chalabre                               |
| 11092 | 11160           | Citou                                  |
| 11093 | 11140           | Le Clat                                |
| 11094 | 11250           | Clermont-sur-Lauquet                   |
| 11095 | 11700           | Comigne                                |
| 11096 | 11340           | Comus                                  |
| 11098 | 11200           | Conilhac-Corbières                     |
| 11097 | 11190           | Conilhac-de-la-Montagne                |
| 11099 | 11600           | Conques-sur-Orbiel                     |
| 11100 | 11230           | Corbières                              |
| 11101 | 11500           | Coudons                                |
| 11102 | 11250           | Couffoulens (CAC)                      |
| 11103 | 11190           | Couiza                                 |
| 11104 | 11140           | Counozouls                             |
| 11105 | 11300           | Cournanel                              |
| 11106 | 11110           | Coursan (CAN)                          |
| 11107 | 11230           | Courtauly                              |
| 11108 | 11240           | La Courtète                            |
| 11109 | 11190           | Coustaussa                             |
| 11110 | 11220           | Coustouge                              |
| 11111 | 11200           | Cruscades                              |
| 11112 | 11190           | Cubières-sur-Cinoble                   |
| 11113 | 11350           | Cucugnan                               |
| 11114 | 11410           | Cumiès                                 |
| 11115 | 11390           | Cuxac-Cabardès                         |
| 11116 | 11590           | Cuxac-d'Aude (CAN)                     |
| 11117 | 11330           | Davejean                               |
| 11118 | 11330           | Dernacueillette                        |
| 11119 | 11300           | La Digne-d'Amont                       |
| 11120 | 11300           | La Digne-d'Aval                        |
| 11121 | 11240           | Donazac                                |
| 11122 | 11700           | Douzens                                |
| 11123 | 11350           | Duilhac-sous-Peyrepertuse              |
| 11124 | 11360           | Durban-Corbières                       |
| 11125 | 11360           | Embres-et-Castelmaure                  |
| 11126 | 11200           | Escales                                |
| 11127 | 11140           | Escouloubre                            |
| 11128 | 11240           | Escueillens-et-Saint-Just-de-Bélengard |
| 11129 | 11260           | Espéraza                               |
| 11130 | 11340           | Espezel                                |
| 11131 | 11260           | Fa                                     |
| 11132 | 11200           | Fabrezan                               |
| 11133 | 11220           | Fajac-en-Val                           |
| 11134 | 11410           | Fajac-la-Relenque                      |
| 11135 | 11140           | La Fajolle                             |
| 11136 | 11270           | Fanjeaux                               |
| 11137 | 11330           | Félines-Termenès                       |
| 11138 | 11400           | Fendeille                              |
| 11139 | 11240           | Fenouillet-du-Razès                    |
| 11140 | 11200           | Ferrals-les-Corbières                  |
| 11141 | 11240           | Ferran                                 |
| 11142 | 11300           | Festes-et-Saint-André                  |
| 11143 | 11510           | Feuilla                                |
| 11144 | 11510           | Fitou                                  |
| 11145 | 11560           | Fleury (CAN)                           |
| 11146 | 11800           | Floure                                 |
| 11147 | 11140           | Fontanès-de-Sault                      |
| 11148 | 11700           | Fontcouverte                           |
| 11149 | 11400           | Fonters-du-Razès                       |
| 11150 | 11310           | Fontiers-Cabardès                      |
| 11151 | 11800           | Fontiès-d'Aude (CAC)                   |
| 11152 | 11360           | Fontjoncouse                           |
| 11153 | 11270           | La Force                               |
| 11154 | 11600           | Fournes-Cabardès                       |
| 11155 | 11190           | Fourtou                                |
| 11156 | 11600           | Fraisse-Cabardès                       |
| 11157 | 11360           | Fraissé-des-Corbières                  |
| 11158 | 11300           | Gaja-et-Villedieu                      |
| 11159 | 11270           | Gaja-la-Selve                          |
| 11160 | 11140           | Galinagues                             |
| 11161 | 11250           | Gardie                                 |
| 11162 | 11270           | Generville                             |
| 11163 | 11140           | Gincla                                 |
| 11164 | 11120           | Ginestas                               |
| 11165 | 11500           | Ginoles                                |
| 11166 | 11410           | Gourvieille                            |
| 11167 | 11240           | Gramazie                               |
| 11168 | 11500           | Granès                                 |
| 11169 | 11250           | Greffeil                               |
| 11170 | 11430           | Gruissan (CAN)                         |
| 11171 | 11230           | Gueytes-et-Labastide                   |
| 11172 | 11200           | Homps                                  |
| 11173 | 11240           | Hounoux                                |
| 11174 | 11380           | Les Ilhes                              |
| 11175 | 11400           | Issel                                  |
| 11176 | 11220           | Jonquières                             |
| 11177 | 11140           | Joucou                                 |
| 11178 | 11320           | Labastide-d'Anjou                      |
| 11179 | 11220           | Labastide-en-Val                       |
| 11180 | 11380           | Labastide-Esparbairenque               |
| 11181 | 11400           | Labécède-Lauragais                     |
| 11182 | 11310           | Lacombe                                |
| 11183 | 11250           | Ladern-sur-Lauquet                     |
| 11184 | 11420           | Lafage                                 |
| 11185 | 11220           | Lagrasse                               |
| 11186 | 11330           | Lairière                               |
| 11187 | 11330           | Lanet                                  |
| 11189 | 11390           | Laprade                                |
| 11191 | 11330           | Laroque-de-Fa                          |
| 11192 | 11400           | Lasbordes                              |
| 11193 | 11270           | Lasserre-de-Prouille                   |
| 11194 | 11600           | Lastours                               |
| 11195 | 11400           | Laurabuc                               |
| 11196 | 11270           | Laurac                                 |
| 11197 | 11300           | Lauraguel                              |
| 11198 | 11800           | Laure-Minervois                        |
| 11199 | 11290           | Lavalette (CAC)                        |
| 11200 | 11160           | Lespinassière                          |
| 11201 | 11250           | Leuc (CAC)                             |
| 11202 | 11370           | Leucate                                |
| 11203 | 11200           | Lézignan-Corbières                     |
| 11204 | 11240           | Lignairolles                           |
| 11205 | 11600           | Limousis                               |
| 11206 | 11300           | Limoux                                 |
| 11207 | 11300           | Loupia                                 |
| 11208 | 11410           | La Louvière-Lauragais                  |
| 11209 | 11190           | Luc-sur-Aude                           |
| 11210 | 11200           | Luc-sur-Orbieu                         |
| 11211 | 11300           | Magrie                                 |
| 11212 | 11120           | Mailhac                                |
| 11213 | 11330           | Maisons                                |
| 11214 | 11300           | Malras                                 |
| 11215 | 11600           | Malves-en-Minervois                    |
| 11216 | 11300           | Malviès                                |
| 11217 | 11120           | Marcorignan (CAN)                      |
| 11218 | 11410           | Marquein                               |
| 11219 | 11140           | Marsa                                  |
| 11220 | 11800           | Marseillette                           |
| 11221 | 11390           | Les Martys                             |

| INSEE | Postal | Commune                        |
| ----- | ------ | ------------------------------ |
| 11222 | 11380  | Mas-Cabardès                   |
| 11223 | 11570  | Mas-des-Cours (CAC)            |
| 11224 | 11330  | Massac                         |
| 11225 | 11400  | Mas-Saintes-Puelles            |
| 11226 | 11420  | Mayreville                     |
| 11227 | 11220  | Mayronnes                      |
| 11228 | 11240  | Mazerolles-du-Razès            |
| 11229 | 11140  | Mazuby                         |
| 11230 | 11140  | Mérial                         |
| 11231 | 11410  | Mézerville                     |
| 11232 | 11380  | Miraval-Cabardes               |
| 11233 | 11120  | Mirepeisset                    |
| 11234 | 11400  | Mireval-Lauragais              |
| 11235 | 11580  | Missègre                       |
| 11236 | 11420  | Molandier                      |
| 11238 | 11410  | Molleville                     |
| 11239 | 11410  | Montauriol                     |
| 11240 | 11190  | Montazels                      |
| 11241 | 11700  | Montbrun-des-Corbières         |
| 11242 | 11250  | Montclar                       |
| 11243 | 11320  | Montferrand                    |
| 11244 | 11140  | Montfort-sur-Boulzane          |
| 11245 | 11330  | Montgaillard                   |
| 11246 | 11240  | Montgradail                    |
| 11247 | 11240  | Monthaut                       |
| 11248 | 11800  | Montirat (CAC)                 |
| 11249 | 11230  | Montjardin                     |
| 11250 | 11330  | Montjoi                        |
| 11251 | 11220  | Montlaur                       |
| 11252 | 11320  | Montmaur                       |
| 11253 | 11170  | Montolieu                      |
| 11254 | 11290  | Montréal                       |
| 11255 | 11100  | Montredon-des-Corbières (CAN)  |
| 11256 | 11200  | Montséret                      |
| 11257 | 11800  | Monze                          |
| 11258 | 11120  | Moussan (CAN)                  |
| 11259 | 11170  | Moussoulens                    |
| 11260 | 11330  | Mouthoumet                     |
| 11261 | 11700  | Moux                           |
| 11262 | 11100  | Narbonne (CAN)                 |
| 11263 | 11500  | Nébias                         |
| 11264 | 11200  | Névian (CAN)                   |
| 11265 | 11140  | Niort-de-Sault                 |
| 11267 | 11200  | Ornaisons                      |
| 11268 | 11270  | Orsans                         |
| 11269 | 11590  | Ouveillan (CAN)                |
| 11270 | 11350  | Padern                         |
| 11271 | 11330  | Palairac                       |
| 11272 | 11570  | Palaja (CAC)                   |
| 11188 | 11480  | La Palme                       |
| 11273 | 11200  | Paraza                         |
| 11274 | 11300  | Pauligne                       |
| 11275 | 11410  | Payra-sur-l'Hers               |
| 11276 | 11350  | Paziols                        |
| 11277 | 11420  | Pécharic-et-le-Py              |
| 11278 | 11420  | Pech-Luna                      |
| 11279 | 11610  | Pennautier (CAC)               |
| 11280 | 11700  | Pépieux                        |
| 11281 | 11150  | Pexiora                        |
| 11282 | 11230  | Peyrefitte-du-Razès            |
| 11283 | 11420  | Peyrefitte-sur-l'Hers          |
| 11284 | 11400  | Peyrens                        |
| 11285 | 11440  | Peyriac-de-Mer (CAN)           |
| 11286 | 11160  | Peyriac-Minervois              |
| 11287 | 11190  | Peyrolles                      |
| 11288 | 11170  | Pezens (CAC)                   |
| 11289 | 11300  | Pieusse                        |
| 11290 | 11420  | Plaigne                        |
| 11291 | 11270  | Plavilla                       |
| 11292 | 11400  | La Pomarède                    |
| 11293 | 11250  | Pomas                          |
| 11294 | 11300  | Pomy                           |
| 11295 | 11490  | Portel-des-Corbières           |
| 11266 | 11210  | Port-la-Nouvelle               |
| 11296 | 11120  | Pouzols-Minervois              |
| 11297 | 11380  | Pradelles-Cabardès             |
| 11298 | 11220  | Pradelles-en-Val               |
| 11299 | 11250  | Preixan (CAC)                  |
| 11300 | 11400  | Puginier                       |
| 11301 | 11700  | Puichéric                      |
| 11302 | 11140  | Puilaurens                     |
| 11303 | 11230  | Puivert                        |
| 11304 | 11500  | Quillan                        |
| 11305 | 11360  | Quintillan                     |
| 11306 | 11500  | Quirbajou                      |
| 11307 | 11200  | Raissac-d'Aude (CAN)           |
| 11308 | 11170  | Raissac-sur-Lampy              |
| 11190 | 11700  | La Redorte                     |
| 11309 | 11190  | Rennes-le-Château              |
| 11310 | 11190  | Rennes-les-Bains               |
| 11311 | 11220  | Ribaute                        |
| 11312 | 11270  | Ribouisse                      |
| 11313 | 11400  | Ricaud                         |
| 11314 | 11220  | Rieux-en-Val                   |
| 11315 | 11160  | Rieux-Minervois                |
| 11316 | 11230  | Rivel                          |
| 11317 | 11140  | Rodome                         |
| 11318 | 11700  | Roquecourbe-Minervois          |
| 11319 | 11380  | Roquefère                      |
| 11320 | 11340  | Roquefeuil                     |
| 11321 | 11140  | Roquefort-de-Sault             |
| 11322 | 11540  | Roquefort-des-Corbières        |
| 11323 | 11300  | Roquetaillade                  |
| 11324 | 11200  | Roubia                         |
| 11325 | 11250  | Rouffiac-d'Aude (CAC)          |
| 11326 | 11350  | Rouffiac-des-Corbières         |
| 11327 | 11290  | Roullens (CAC)                 |
| 11328 | 11240  | Routier                        |
| 11329 | 11260  | Rouvenac                       |
| 11330 | 11800  | Rustiques                      |
| 11331 | 11270  | Saint-Amans                    |
| 11332 | 11200  | Saint-André-de-Roquelongue     |
| 11333 | 11230  | Saint-Benoît                   |
| 11337 | 11700  | Saint-Couat-d'Aude             |
| 11338 | 11300  | Saint-Couat-du-Razès           |
| 11339 | 11310  | Saint-Denis                    |
| 11334 | 11410  | Sainte-Camelle                 |
| 11335 | 11140  | Sainte-Colombe-sur-Guette      |
| 11336 | 11230  | Sainte-Colombe-sur-l'Hers      |
| 11340 | 11170  | Sainte-Eulalie                 |
| 11366 | 11120  | Sainte-Valière                 |
| 11341 | 11500  | Saint-Ferriol                  |
| 11342 | 11800  | Saint-Frichoux                 |
| 11343 | 11270  | Saint-Gaudéric                 |
| 11344 | 11250  | Saint-Hilaire                  |
| 11345 | 11360  | Saint-Jean-de-Barrou           |
| 11346 | 11260  | Saint-Jean-de-Paracol          |
| 11347 | 11500  | Saint-Julia-de-Bec             |
| 11348 | 11270  | Saint-Julien-de-Briola         |
| 11350 | 11500  | Saint-Just-et-le-Bézu          |
| 11351 | 11220  | Saint-Laurent-de-la-Cabrerisse |
| 11352 | 11500  | Saint-Louis-et-Parahou         |
| 11353 | 11120  | Saint-Marcel-sur-Aude          |
| 11354 | 11220  | Saint-Martin-des-Puits         |
| 11355 | 11300  | Saint-Martin-de-Villereglan    |
| 11356 | 11400  | Saint-Martin-Lalande           |
| 11357 | 11170  | Saint-Martin-le-Vieil          |
| 11358 | 11500  | Saint-Martin-Lys               |
| 11359 | 11410  | Saint-Michel-de-Lanès          |
| 11360 | 11120  | Saint-Nazaire-d'Aude           |
| 11361 | 11400  | Saint-Papoul                   |
| 11362 | 11320  | Saint-Paulet                   |
| 11363 | 11220  | Saint-Pierre-des-Champs        |
| 11364 | 11300  | Saint-Polycarpe                |
| 11365 | 11420  | Saint-Sernin                   |
| 11367 | 11310  | Saissac                        |
| 11368 | 11600  | Sallèles-Cabardès              |
| 11369 | 11590  | Sallèles-d'Aude                |
| 11370 | 11110  | Salles-d'Aude (CAN)            |
| 11371 | 11410  | Salles-sur-l'Hers              |
| 11372 | 11600  | Salsigne                       |
| 11373 | 11140  | Salvezines                     |
| 11374 | 11330  | Salza                          |
| 11375 | 11240  | Seignalens                     |
| 11376 | 11190  | La Serpent                     |
| 11377 | 11190  | Serres                         |
| 11378 | 11220  | Serviès-en-Val                 |
| 11379 | 11130  | Sigean                         |
| 11380 | 11230  | Sonnac-sur-l'Hers              |
| 11381 | 11190  | Sougraigne                     |
| 11382 | 11400  | Souilhanels                    |
| 11383 | 11400  | Souilhe                        |
| 11384 | 11350  | Soulatgé                       |
| 11385 | 11320  | Soupex                         |
| 11386 | 11220  | Talairan                       |
| 11387 | 11220  | Taurize                        |
| 11388 | 11330  | Termes                         |
| 11389 | 11580  | Terroles                       |
| 11390 | 11200  | Thézan-des-Corbières           |
| 11391 | 11380  | La Tourette-Cabardès           |
| 11392 | 11220  | Tournissan                     |
| 11393 | 11200  | Tourouzelle                    |
| 11394 | 11300  | Tourreilles                    |
| 11395 | 11160  | Trassanel                      |
| 11396 | 11160  | Trausse                        |
| 11397 | 11800  | Trèbes (CAC)                   |
| 11398 | 11510  | Treilles                       |
| 11399 | 11400  | Tréville                       |
| 11400 | 11230  | Tréziers                       |
| 11401 | 11350  | Tuchan                         |
| 11402 | 11580  | Valmigère                      |
| 11404 | 11610  | Ventenac-Cabardès              |
| 11405 | 11120  | Ventenac-en-Minervois          |
| 11406 | 11580  | Véraza                         |
| 11407 | 11400  | Verdun-en-Lauragais            |
| 11408 | 11250  | Verzeille                      |
| 11409 | 11330  | Vignevieille                   |
| 11410 | 11600  | Villalier                      |
| 11411 | 11600  | Villanière                     |
| 11412 | 11580  | Villardebelle                  |
| 11413 | 11600  | Villardonnel                   |
| 11414 | 11220  | Villar-en-Val                  |
| 11415 | 11250  | Villar-Saint-Anselme           |
| 11416 | 11600  | Villarzel-Cabardès             |
| 11417 | 11300  | Villarzel-du-Razès             |
| 11418 | 11150  | Villasavary                    |
| 11419 | 11420  | Villautou                      |
| 11420 | 11250  | Villebazy                      |
| 11421 | 11200  | Villedaigne (CAN)              |
| 11422 | 11800  | Villedubert (CAC)              |
| 11423 | 11570  | Villefloure                    |
| 11424 | 11230  | Villefort                      |
| 11425 | 11600  | Villegailhenc                  |
| 11426 | 11600  | Villegly                       |
| 11427 | 11300  | Villelongue-d'Aude             |
| 11428 | 11310  | Villemagne                     |
| 11429 | 11620  | Villemoustaussou (CAC)         |
| 11430 | 11400  | Villeneuve-la-Comptal          |
| 11431 | 11360  | Villeneuve-les-Corbières       |
| 11432 | 11290  | Villeneuve-lès-Montréal        |
| 11433 | 11160  | Villeneuve-Minervois           |
| 11434 | 11150  | Villepinte                     |
| 11435 | 11330  | Villerouge-Termenès            |
| 11436 | 11360  | Villesèque-des-Corbières       |
| 11437 | 11170  | Villesèquelande                |
| 11438 | 11150  | Villesiscle                    |
| 11439 | 11170  | Villespy                       |
| 11440 | 11220  | Villetritouls                  |
| 11441 | 11110  | Vinassan (CAN)                 |